# Sarphatistraat

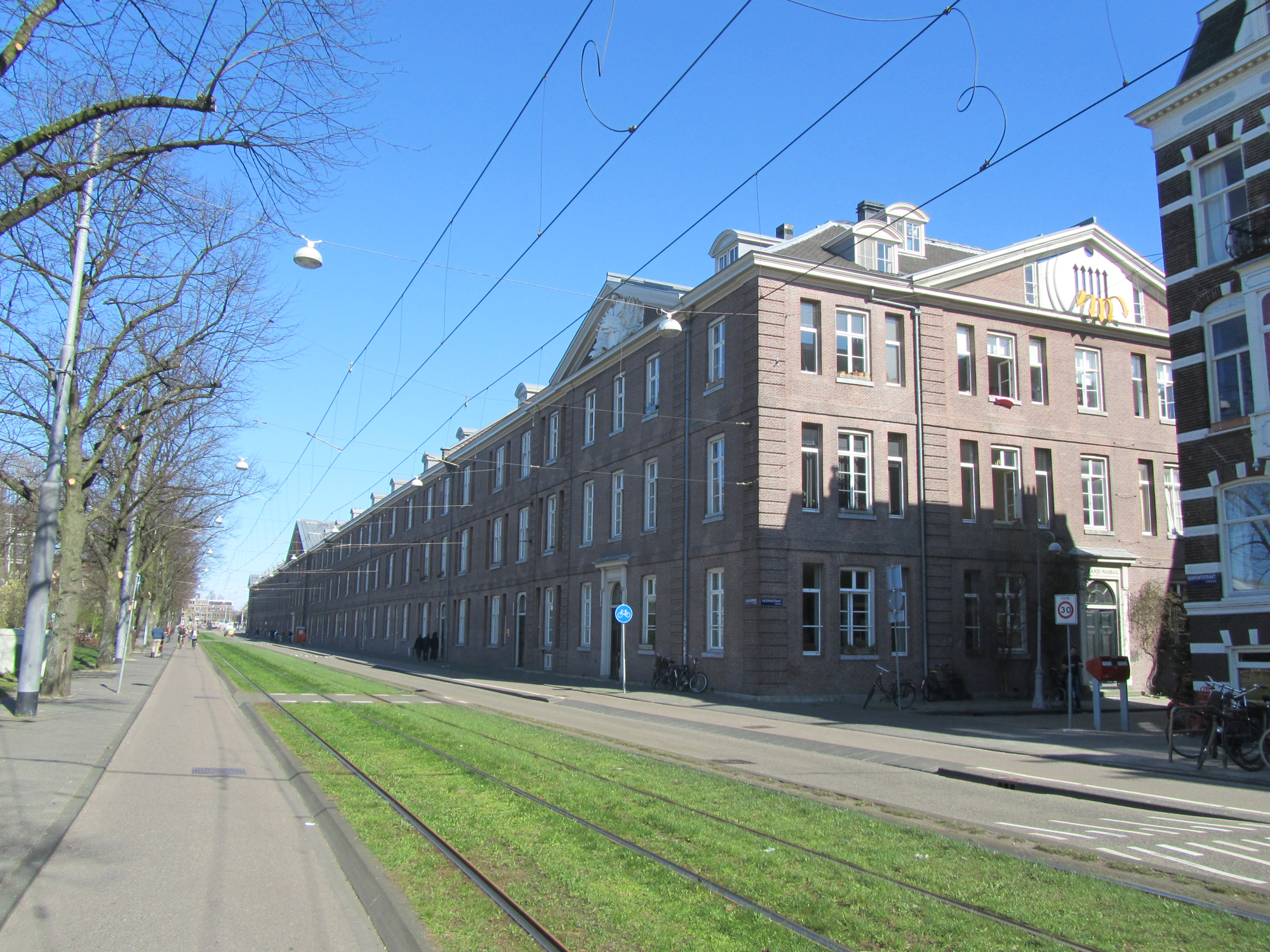
Vue de la caserne Orange-Nassau sur Sarphatistraat.

Sarphatistraat (« Rue Sarphati » en néerlandais) est une rue principale de Amsterdam. 

## Situation et accès
Située dans l'arrondissement du Centrum, elle relie Frederiksplein au Oostenburgergracht.
Elle s'étend ainsi sur une distance de plus de 2 km entre le centre-ville et les Oostelijke Eilanden (« îles de l'est » en néerlandais). 

## Origine du nom
Son nom provient du médecin Samuel Sarphati.

## Bâtiments remarquables et lieux de mémoire
L'Amstel Hotel est construit le long de la rue, au niveau du croisement avec l'Amstel.